# Нова Отрадовка
Нова Отра́довка (рос. Новая Отрадовка, башк. Яңы Отрада) — село у складі Стерлітамацького району Башкортостану, Росія. Адміністративний центр Отрадовської сільської ради.
Населення — 1242 особи (2010; 916 в 2002).
Національний склад:
- росіяни — 44%